# Maxim Tsigalko
Maxim Tsigalko (ou Tsygalko) est un footballeur international biélorusse né le 27 mai 1983 à Minsk et mort le 25 décembre 2020.

## Biographie
Buteur prolifique avec le Dynamo-Juni Minsk, équipe réserve du Dynamo Minsk (14 buts en 15 matchs en 2000), il intègre en 2001 l'équipe première. Il réalise une très bonne saison 2002, inscrivant 11 buts en 18 matchs, ce qui lui permet d'intégrer l'équipe nationale biélorusse en 2003. Après une saison 2005 blanche, il est transféré à Naftan Novopolotsk, autre club biélorusse. Après ce transfert, sa carrière marque le pas, et il ne joue plus que dans des clubs mineurs : FC Kaysar Kyzyl-Orda (Kazakhstan) en 2007-2008, Banants Erevan (Arménie) en 2008,  puis retour en Biélorussie au FK Savit Moguilev en 2008-2009.

## Dans la culture populaire
Maxim et, dans une moindre mesure, son frère Yuri ont connu une certaine renommée mondiale après avoir été vedettes dans la série de jeux de management L'Entraîneur de Sports Interactive, en particulier dans L'Entraîneur 3 2001/02. Les deux joueurs étaient présents dans la base de données avec de bonnes caractéristiques de départ et un très fort potentiel. Maxim en particulier était capable de devenir un joueur de classe mondiale, et est considéré comme l'une des légendes du jeu,.